# José de Alencar
José Martiniano de Alencar (n. 1 mai 1829 - d. 12 decembrie 1877) a fost un jurnalist, avocat, om politic, romancier și dramaturg brazilian.

## Opera
- 1856: Cinci minute ("Cinco minutos")
- 1857: Guarani ("Guarani")
- 1857: A viuvinha
- 1862: Lucíola
- 1862 - 1865: Minele de argint ("As minas de prata")
- 1864: Diva
- 1871: O tronco do ipê